# وریه ۱۹۹۷
سیارک ۱۹۹۷ (به انگلیسی: 1997 Leverrier، نامگذاری:1963RC) هزار و نهصد و نود و هفتمین سیارک کشف شده‌است که در ۱۴ سپتامبر ۱۹۶۳ کشف شد.
قدر مطلق سیارک برابر ۱۳٫۴۰ است.